# Coalities in België
Dit artikel beschrijft regeringscoalities in België.

## Context

### Regeringsvorming
De dag na federale verkiezingen biedt de eerste minister het ontslag van zijn regering aan de koning aan. De koning belast de ontslagnemende regering dan met de lopende zaken tot er een nieuwe regering gevormd is. In de dagen na de verkiezingen ontvangt de koning parlementsvoorzitters, partijvoorzitters en andere prominente staatslui om te bekijken hoe een nieuwe regering gevormd kan worden. Hij duidt dan een informateur of formateur aan. Een informateur heeft als opdracht te onderzoeken wat de wensen van de partijen zijn en welke mogelijkheden er bestaan. Een formateur wordt aangeduid om een regering te vormen. Als dat lukt, wordt de formateur meestal eerste minister van de nieuwe regering. De formateur stelt met de partijen die in de meerderheid zullen stappen een regeerakkoord op voor de komende legislatuur. Daarin staat wat de regering wil verwezenlijken. Wordt het regeerakkoord goedgekeurd door alle betrokken partijen, dan wordt er onderhandeld over de ministerportefeuilles. Als ook die onderhandelingen slagen, wordt de nieuwe ploeg aan de vorst voorgesteld en kan die de ministers benoemen. Ze leggen de eed af voor de koning.
In België is het op alle politieke niveaus gebruikelijk om meerderheidsregeringen te vormen. Om aan een meerderheid te geraken, zijn vaak verschillende partijen nodig, wat de regeringsvorming bemoeilijkt. Recente uitzonderingen waren de regeringen-Michel II, Wilmès I en Wilmès II tussen 2018 en 2020, die ontstonden na de val van een regering en aanbleven tot er een nieuwe regering gevormd was na de verkiezingen van mei 2019.

### Politieke families en partijen
Het politieke landschap in België bestond in de 20e eeuw traditioneel uit christendemocraten, liberalen en sociaaldemocraten, die in wisselende constellaties het land bestuurden. In 1978 viel de laatste van deze partijen uiteen in een Franstalige en Vlaamse partij, al behielden partijen uit dezelfde familie banden en kozen ze er doorgaans voor om samen al dan niet in een regering te stappen. Andere partijen van belang waren de communisten (KPB), die in de jaren 1940 meermaals meebestuurden, regionalistische partijen zoals Rassemblement Wallon, de Volksunie en FDF, en de groene partijen. Het politieke landschap wordt sinds eind 20e eeuw vervolledigd door Vlaams Belang/Vlaams Blok als uiterst rechtse partij en de unitaire PVDA als uiterst linkse partij.

### Partijkleuren
De traditionele partijen in België hebben elk een kleur waarmee ze geassocieerd worden, die in de namen van mogelijke coalities een rol speelt. CD&V en Les Engagés zijn oranje, Open Vld en MR blauw en Vooruit en PS rood. De groene partijen Groen en Ecolo zijn groen. De Vlaams-nationalistische partijen worden gepresenteerd in het geel; VB ook met bruin of zwart. De PVDA krijgt doorgaans rood of donkerrood als kleur.

## Lijst van coalities
| Coalitie               | Partijen of politieke families                                      | Voorbeelden                         | Voorbeelden                      | Voorbeelden            | Opmerking |
| Coalitie               | Partijen of politieke families                                      | Federaal                            | Regionaal                        | Lokaal                 | Opmerking |
| ---------------------- | ------------------------------------------------------------------- | ----------------------------------- | -------------------------------- | ---------------------- | --- |
| Arizonacoalitie        | Sociaaldemocraten Christendemocraten Liberalen Vlaams-nationalisten | Regering-De Wever                   | Regering-Peeters I (2007–2009)   | Brugge (2007–2012)     | Vernoemd naar de vlag van de Amerikaanse staat Arizona en is een toespeling op de kleuren van de politieke families in deze coalitie. Ook regenboogcoalitie genoemd. |
| Bourgondische coalitie | Sociaaldemocraten Liberalen Vlaams-nationalisten                    | —                                   | —                                | Antwerpen (2019–2024)  | De naam verwijst naar de wapenkleuren van het Hertogdom Bourgondië. Deze samenstelling wordt ook paars-geel genoemd. |
| Jamaicaanse coalitie   | Groenen Christendemocraten Liberalen                                | —                                   | —                                | Namen (2013–2024)      | Term afkomstig uit Duitsland, waar christendemocraten zwart als kleur hebben en liberalen geel. Zwart-geel-groen vormt de vlag van Jamaica. Ook Naamse coalitie genoemd. |
| Kiwicoalitie           | Groenen Christendemocraten                                          | —                                   | —                                | Bornem (2013–2018)     | Term afkomstig uit Duitsland, waar christendemocraten zwart als kleur hebben. De naam is een toespeling op de kleuren van een kiwivrucht. Ook rooms-groen genoemd. |
| Klassieke tripartite   | Sociaaldemocraten Christendemocraten Liberalen                      | Regering-Di Rupo (2011–2014)        | Regering-Dehousse II (1982–1985) | Brugge (2019–2024)     | Zo genoemd omdat ze bestaat uit de drie traditionele partijen. |
| Linkse coalitie        | Marxisten Sociaaldemocraten Groenen                                 | —                                   | —                                | Borgerhout (2013–2024) | Ook rood-rood-groene coalitie en Portugese coalitie genoemd. Dat laatste aangezien de vlag van Portugal een derde groen en twee derden rood is, maar ook als verwijzing naar de regeringen van premier António Costa met sociaaldemocraten, groenen en communisten. |
| Mechelse coalitie      | Groenen Christendemocraten Liberalen Vlaams-nationalisten           | —                                   | —                                | Oostende (2019–2024)   | Zo genoemd omdat ze in Mechelen werd gevormd na de gemeenteraadsverkiezingen van 2012. Na de verkiezingen van 2018 werd een 'vernieuwingscoalitie' met dezelfde samenstelling gevormd in Oostende. |
| Olijfboomcoalitie      | Sociaaldemocraten Groenen Christendemocraten                        | —                                   | Regering-Demotte II (2009–2014)  | Leuven (2019–2024)     | De naam verwijst naar de Olijfboomcoalitie (L'Ulivo) die in 1996 in Italië ontstond. Ook verkeerslichtcoalitie genoemd, naar de kleuren van een verkeerslicht. |
| Paars                  | Sociaaldemocraten Liberalen                                         | Regering-Verhofstadt II (2003–2007) | —                                | Gent (1989–2012)       | Paars ontstaat door blauw en rood te mengen. |
| Paars-groen            | Sociaaldemocraten Groenen Liberalen                                 | Regering-Verhofstadt I (1999–2003)  | Regering-Di Rupo III (2019–2024) | Gent (2013–2018)       | |
| Paars-groen-geel       | Sociaaldemocraten Groenen Liberalen Vlaams-nationalisten            | —                                   | Regering-Dewael (1999–2003)      | Hasselt (2019–2024)    | Ook regenboogcoalitie genoemd. |
| Paprikacoalitie        | Sociaaldemocraten Groenen Vlaams-nationalisten                      | —                                   |                                  | Rumst (2025–2030)      | |
| Raketcoalitie          | Sociaaldemocraten Christendemocraten Vlaams-nationalisten           | —                                   | Regering-Diependaele (2024–)     | Aalst (2013–2018)      | Ook raketijscoalitie genoemd; de naam verwijst naar een raketijsje, dat rood, oranje en geel is. Ook Mastercardcoalitie genoemd, naar de drie kleuren in het logo van Mastercard. Als alternatief werd ook dageraadcoalitie voorgesteld. |
| Rood-groen             | Sociaaldemocraten Groenen                                           | —                                   | —                                | Bergen (2019–2024)     | Ook watermeloencoalitie genoemd en in Franstalig België klaprooscoalitie (coalition coquelicot). |
| Rood-rood              | Marxisten Sociaaldemocraten                                         | —                                   | —                                | Zelzate (2019–2024)    | Term afkomstig uit Duitsland. |
| Rooms-blauw            | Christendemocraten Liberalen                                        | Regering-Wilmès II (2020)           | Regering-Borsus (2017–2019)      | Zaventem (2019–2024)   | In de 21e eeuw doorgaans oranje-blauw genoemd. |
| Rooms-rood             | Sociaaldemocraten Christendemocraten                                | Regering-Dehaene II (1995–1999)     | Regering-Magnette (2014–2017)    | Luik (2013–2018)       | |
| Turquoise              | Groenen Liberalen                                                   | —                                   | —                                | Mechelen (2019–2024)   | De kleur turquoise ontstaat door blauw en groen te mengen. |
| Vivaldicoalitie        | Sociaaldemocraten Groenen Christendemocraten Liberalen              | Regering-De Croo (2020–2024)        | Regering-Vervoort I (2013–2014)  | Gent (2019–2024)       | Vernoemd naar Antonio Vivaldi en een toespeling op de kleuren van de politieke families, die zouden overeenkomen met de seizoenen in de De vier jaargetijden. Ook regenboogcoalitie of rood-groen-oranje-blauw genoemd. |
| Volksfront             | Marxisten Sociaaldemocraten Liberalen                               | —                                   | —                                | Hensies (1976–1994)    | Een volksfront is een samenwerking tussen partijen van de werkende klasse en de middenklasse, van (centrum)linkse partijen, vaak tegen een gemeenschappelijke vijand. De term kwam in de jaren 1930 op bij Europese communisten en er werden volksfrontregeringen gevormd in 1936 in Frankrijk, Spanje en Chili. Tot in de jaren 1990 waren er in Waalse gemeenten coalities van socialisten, liberalen en de KPB-PCB. |
| Zweedse coalitie       | Christendemocraten Liberalen Vlaams-nationalisten                   | Regering-Michel I (2014–2018)       | Regering-Jambon (2019–2024)      | Aalst (2019–2020)      | De naam verwijst naar de vlag van Zweden: blauw voor de liberalen, geel voor de Vlaams-nationalisten en een kruis voor de christendemocraten. |